# Scrabblerama
Scrabblerama est une revue française mensuelle consacrée au Scrabble, éditée par Promolettres, filiale de la fédération française de Scrabble. Plus de 380 numéros ont été publiés depuis le 15 mai 1978.

## La revue
Scrabblerama est la seule revue française consacrée au Scrabble francophone d'envergure nationale. 11 numéros paraissent chaque année (numéro double en juillet-août). Elle contient des informations sur la vie de la fédération et les tournois de Scrabble organisés en France et à l'étranger (annonces, résultats et comptes rendus), des portraits de joueurs, des jeux et parties à rejouer, des astuces et conseils pour progresser. Le format courant est de 100 pages, légèrement inférieures au A4, en quadrichromie. Cette revue est disponible uniquement sur abonnement.
Il existe également un « Scrabblerama Jeunes » qui paraît 4 fois par an, dont un numéro de jeux durant l'été.

## Comité Directeur
Jacques Lachkar & Didier Roques

## Comité de rédaction
Rédacteur en chef
- Pierre Calendini

Membres
- Nicolas Aubert
- Michel Charlemagne
- Thierry Chincholle
- Michel Duguet
- Daniel Guédon
- Alexander Guilbert
- Alexandre Herbreteau
- Jacques Lachkar
- Franck Maniquant
- Hannah Maniquant
- Antoine Rousseau

## Correspondants
- Romain Santi (Belgique)
- David Bovet (Suisse)
- Jean-François Lachance (Québec)